# Ashley Caldwell
Ashley Caldwell, född 14 september 1993, är en amerikansk freestyleåkare. Hon har tävlat för USA i fyra olympiska spel (Vancouver 2010, Sotji 2014, Pyeongchang 2018 och Peking 2022).
Vid olympiska vinterspelen 2022 i Peking tog Caldwell guld tillsammans med Christopher Lillis och Justin Schoenefeld i den mixade lagtävlingen i hopp.